# Otto T.
Pour les articles homonymes, voir Otto.
Otto T., nom de plume de Thomas Dupuis, est un auteur de bande dessinée et éditeur français né en 1973. Il est cofondateur de la revue FLBLB en 1996 et des éditions du même nom, en 2002, avec Grégory Jarry. 

## Biographie
Thomas Dupuis adopte le pseudonyme d'Otto T.. Il suit les cours aux Beaux-Arts. En 1996, avec Grégory Jarry, il lance le fanzine FLBLB ; en 2001 ou 2002, les deux collègues fondent la maison d'édition FLBLB (qui se prononce « fleubeuleub ») dans le Poitou. S'associant à Narcisse Delcopette (scénario), Otto T. publie son premier ouvrage en 2001, Le savant qui fabriquait des voitures transparentes, une bande dessinée d'humour. L'année suivante, sur un scénario de Grégory Jarry, il dessine un autre livre d'humour, Lucius Crassius, en format à l'italienne. Créant seul le scénario et le dessin, il publie en 2005 le roman graphique Le bonhomme au chapeau, qui « raconte le périple d'un acteur anonyme de la bande dessinée ». Reprenant la collaboration avec Jarry, qui écrit le scénario, Otto T. publie la même année La petite histoire du grand Texas, dont une version augmentée paraît en 2012. À partir de 2006, tous deux lancent la série Petite Histoire des colonies françaises, qui connaît cinq albums jusqu'en 2012 et obtient un accueil positif,, « tant auprès de la critique que des historiens, ou des lecteurs de bandes dessinées » ; le premier volume obtient le prix Tournesol au festival d'Angoulême en 2007. En parallèle, ils publient en 2008 le diptyque La conquête de Mars, histoire du savant nazi Wernher Von Braun narrée sous un angle humoristique puis, en 2010, Village toxique, qui répond à un spectacle du même nom et porte sur la résistance des habitants contre l'enfouissement de déchets toxiques dans le Gâtinais. Le tandem propose ensuite le one shot Bart O'Poil en tournage (2012), « une bande dessinée sur un réalisateur de films pornos ». En 2015 paraissent Les choses dures à revoir quinze ans plus tard ainsi que Petite histoire de la Révolution française, qui en 2017 fait l'objet d'une exposition au Musée de la bande dessinée. Cette même année, en solo, Otto T. crée Zioum tchabada tchou tchou.
Dans le cadre d'un atelier pédagogique, Otto T. et Grégory Jarry participent en 2015, avec le centre social des Alliers, à une bande dessinée collective réalisée par les enfants : Magic Manouches.
En plus de ses travaux d'auteur de bande dessinée, Otto T. crée des flip books, notamment dans le cadre d'activités pédagogiques,. Dans ce type d'ouvrage, il est l'auteur d'Étirements et ravalements ; par ailleurs, il dessine des affiches.

## Style graphique
Otto T. se dit influencé par Buster Keaton et Charlie Chaplin ainsi que par le journal satirique Hara-Kiri et par Charlie Hebdo dans les années 1970. Le dessinateur emploie un style inspiré du dessin de presse,, admirant le graphisme économe de Jean-Marc Reiser ainsi que les styles de Georges Wolinski et Gébé. 
Pour l'album La petite histoire du grand Texas, le trait d'Otto T. est décrit comme « minimaliste » : « les personnages ressemblent à des pommes de terre habillées et plantées de deux allumettes », ce qui ne nuit pas au caractère expressif du dessin. L'artiste choisit de tantôt correspondre au texte, tantôt le contredire, ce qui produit un effet comique. Le décalage entre le dessin et la légende est se manifeste aussi dans La conquête de Mars et La Petite Histoire des colonies françaises. Le caractère à la fois minimaliste et expressif est relevé dans Petite Histoire des colonies françaises,. 

## Œuvres
- Le savant qui fabriquait des voitures transparentes, Éditions FLBLB,  (ISBN 2-914553-07-2), avril 2001
Scénario : Narcisse Delcopette - Dessin : Otto T.
- Lucius Crassius, Éditions FLBLB,  (ISBN 2-914553-13-7), mai 2002
Scénario : Grégory Jarry - Dessin : Otto T.
- Le bonhomme au chapeau, Éditions FLBLB,  (ISBN 2-914553-42-0), mai 2005
Scénario et dessin : Otto T.
- Le mois de...Choi Juhyun & Otto T. - janvier 2005, Éditions Groinge,  (ISBN 2-914249-20-9), mai 2005
Scénario : Choi Juhyun - Dessin : Otto T.
- Petite histoire du grand Texas, Éditions FLBLB,  (ISBN 2-914553-43-9), juin 2005
Scénario : Grégory Jarry - Dessin : Otto T.

- 1 La conquête de Mars : Le premier homme sur la Lune, Éditions FLBLB,  (ISBN 978-2-914553-90-2), juin 2008
Scénario : Grégory Jarry - Dessin : Otto T. - Couleurs : Guillaume Heurtault
- 2 La conquête de Mars : Germania, Éditions FLBLB,  (ISBN 978-2-914553-62-9), juin 2008
Scénario : Grégory Jarry - Dessin : Otto T. - Couleurs : Guillaume Heurtault
- INT La conquête de Mars : intégrale, Éditions FLBLB,  (ISBN 978-2-357-61097-2), octobre 2015
Scénario : Grégory Jarry - Dessin : Otto T. - Couleurs : Guillaume Heurtault
- Village toxique, Éditions FLBLB,  (ISBN 978-2-357-61022-4), juillet 2010
Scénario : Grégory Jarry - Dessin : Otto T.
- Bart O'Poil en tournage, Éditions FLBLB,  (ISBN 978-2-357-61027-9), janvier 2012
Scénario : Grégory Jarry - Dessin : Otto T. - Couleurs : Lucie Castel
- Les choses dures à revoir quinze ans plus tard, Éditions FLBLB,  (ISBN 978-2-357-61099-6), octobre 2015
Scénario : Grégory Jarry - Dessin et couleurs : Otto T.
- Petite histoire de la Révolution française, Éditions FLBLB,  (ISBN 978-2-357-61073-6), octobre 2015
Scénario : Grégory Jarry - Dessin : Otto T. - Couleurs : Lucie Castel
- Zioum tchabada tchou tchou, Éditions FLBLB,  (ISBN 978-2-357-61082-8), janvier 2015
Scénario et dessin : Otto T.
- 300 000 ans pour en arriver là, Éditions FLBLB,  (ISBN 978-2-357-61162-7), septembre 2019
Scénario : Grégory Jarry - Dessin et couleurs : Otto T.[22]